# Léon Bérard (médecin)
Pour les articles homonymes, voir Léon Bérard et Bérard.
Léon Bérard, né le 17 février 1870 à Morez (Jura) et mort le 2 septembre 1956 à Lyon, est un médecin et chirurgien français, professeur de clinique chirurgicale à la Faculté de médecine de Lyon.

## Biographie
Léon Bérard est issu d'une famille notable de pharmaciens,. Nommé externe en 1890 puis doyen de l'internat en 1892. Il est prosecteur puis chef de clinique dans le service d'Antonin Poncet. Sa thèse de médecine portant sur le traitement chirurgical du goître menée sous la direction d'Antonin Poncet et publiée en 1896, est très remarquée. Il est reçu au concours de l'agrégation en 1898 puis il est nommé chirurgien des hôpitaux en 1911.
Dès 1896, il s’intéresse à l'actinomycose pour publier avec Antonin Poncet un Traité d'actinomycose humaine.
Pionnier de la chirurgie thoracique et de la lutte contre le cancer, son service est l'un des premiers à utiliser le radium, rare à l'époque, utilisé entre autres contre les cancers de la muqueuse buccale et le cancer du col utérin.
Entre 1923 et l'année de sa retraite en 1940, il est le premier directeur du Centre contre le cancer de Lyon, entièrement financé par Auguste Lumière. En 1958, est inauguré le Centre Léon-Bérard en son hommage, en dehors des Hospices civils de Lyon.

## Famille
Léon Bérard est le frère de Victor Bérard.
Il épouse en 1898 Hélène Mangini, l'une des trois filles de Félix Mangini ; le couple aura cinq garçons et deux filles.

## Œuvres et publications
- Contribution à l'anatomie et à la chirurgie du goître : parallèle entre la thyroïdectomie partielle, les énucléations et l'exothyropexie, sous la direction d'Antonin Poncet [thèse], Lyon, 1896.

En collaboration :
- avec Antonin Poncet : Traité clinique de l'actinomycose humaine : pseudo-actinomycoses, et botryomycose, Paris, Masson, 1898.
- avec Maurice Patel (lui aussi professeur agrégé à la faculté de médecine de Lyon) : Les formes chirurgicales de la tuberculose intestinale (1906)[6] : ce travail reçoit en 1906 une mention honorable (et 500 francs qui l'accompagnent) dans le cadre du prix Barbier de l'académie des sciences[7].

## Distinctions
- Commandeur de la Légion d'honneur (27 mars 1930)[8]

## Hommages
- Nommé en son honneur, le Centre Léon-Bérard de Lyon est un hôpital et un centre de recherche de référence internationale en cancérologie.
- Des rues sont nommées d'après lui à Saint-Priest, à Saint-Chamond et à Orthez.